# شويطر
شويطر عائلة سنية عربية مقرها في شبه الجزيرة العربية خاصة في الدول العربية في الخليج العربي. في البحرين تستقر العائلة في مدينة المحرق واسمها مرادف للحلوى التقليدية التي تنتجها العائلة على مدى أكثر من 150 سنة. كما أنها تحظى بشعبية في منطقة الخليج العربي بأنها «الحلوى البحرينية» بينما في البحرين يشار إليها عادة باسم «حلوى شويطر».
اشتهروا بالترحال في شبه الجزيرة العربية. كانوا يعملون في مجال التجارة البرية بين السعودية وجنوب الأردن، وكانو أيضا يعملون في التجارة البحرية ما بين البحرين وقطر وعلى رأسهم النوخذة يعقوب شويطر. يتواجدون في منطقة الجوف شمال السعودية، وادي السرحان وحوطة بني تميم ومن ثم هاجرو إلى ساحل الخليج العربي (البحرين، قطر، الكويت، الإمارات)
.